# Березневое
Березневое (укр. Березневе) — село на Украине, основано в 1921 году, находится в Коростенском районе Житомирской области.
Код КОАТУУ — 1822386002. Население по переписи 2001 года составляет 227 человек. Почтовый индекс — 11571. Телефонный код — 4142. Занимает площадь 0,509 км².

## История
В 1946 году указом ПВС УССР хутор имени 8 Марта переименован в Березневый.

## Адрес местного совета
11571, Житомирская область, Коростенский р-н, с. Ушомир, ул. Березюка, 17